# Mr. Mercedes (TV-serie)
Mr Mercedes är en amerikansk brottsdrama-tv-serie baserad på Stephen Kings romantrilogi om Bill Hodges, bestående av Mr. Mercedes, Finders Keepers och End of Watch. Serien hade premiär på TV-kanalen Audience den 9 augusti 2017. I serien spelas huvudrollerna av Brendan Gleeson och Harry Treadaway. I november 2018 meddelades att Audience hade förnyat seriens kontrakt för en tredje säsong med tio avsnitt.

## Handling
Den pensionerade polisen Bill Hodges är fortfarande gäckad av det olösta fallet om "Mr. Mercedes", som krävde sexton liv när en stulen Mercedes körde på arbetssökande vid en lokal jobbmässa. Samtidigt börjar den unge psykopaten Brady Hartsfield, den verkliga Mr. Mercedes, att fokusera sin uppmärksamhet på Hodges. Vad som börjar som ett katt-och-råttaspel online mellan de två, får snart dödliga konsekvenser.

## Rollista

### Huvudroller
Skådespelarna krediteras som huvudroller endast i de episoder där de förekommer. 
- Brendan Gleeson som Bill Hodges, en pensionerad detektiv
- Harry Treadaway som Brady Hartsfield
- Kelly Lynch som Deborah Hartsfield (säsong 1)
- Jharrel Jerome som Jerome Robinson
- Scott Lawrence som Peter Dixon (säsong 1-2), detektiv
- Robert Stanton som Anthony "Robi" Frobisher (säsong 1)
- Breeda Wool som Lou Linklatter
- Justine Lupe som Holly Gibney
- Mary-Louise Parker som Janey Patterson (säsong 1)
- Holland Taylor som Ida Silver
- Jack Huston som Felix Babineau (säsong 2), läkare
- Maximiliano Hernandez som Antonio Montez (säsong 2), advokatassistent
- Tessa Ferrer som Cora Babineau (säsong 2), Felix Babineaus fru och chef för marknadsföring vid ett större läkemedelsföretag